# اکساپینار، بوزویک
اکساپینار، بوزویک (به لاتین: Akçapınar, Bozüyük) یک منطقهٔ مسکونی در ترکیه است که در استان بیله‌جک واقع شده‌است.

## خصوصیات
اکساپینار ۷۰ نفر جمعیت دارد.